# 矢口新
矢口 新（やぐち はじめ、1913年2月7日 - 1990年3月13日）は日本の教育研究者。
東京帝国大学文学部教育学科卒。中央教育研究所、国立教育研究所研究調査部第二研究室長を経て、1968年に財団法人能力開発工学センター設立。以後20数年に渡り、行動を通して行動能力を育てる独自の行動形成システムを実践的に研究。学校教育、産業教育の現場で、学習プログラム、構案教材、訓練シミュレータの開発とその教育実践を指導した。1990年現職（常務理事・所長）で、77歳にて逝去。

## 略歴
1913年、父の任地である朝鮮咸鏡北道新阿山にて出生。
1921年、父の死去により帰国し愛知県名古屋市に住む。東海中学校、第八高等学校を経て、東京帝国大学文学部教育学科で学び、海後宗臣（当時、教育学科助教授）に師事する。
1937年同大学卒業と同時に、海後の指導する岡部教育研究室の研究員となり、農村や都市の勤労青少年の生活実態調査に基づく教育のあり方を研究。
1941年徴兵により終戦まで5年間の軍隊生活。
1946年に岡部教育研究室を改組した中央教育研究所の研究員となり、海後の指導により埼玉県川口市で行われた地域の実態調査に基づく社会科カリキュラムの開発に中核メンバーとして参画し「川口プラン」（1947）を発表。つづいて埼玉県比企郡三保谷村（現・川島町）で、自治活動、特別活動を中核にした総合カリキュラム「三保谷プラン」（1948）を開発、戦後初期のカリキュラム自主開発運動を牽引した。
1950年、中央教育研究所に在籍のまま国立教育研究所研究調査部第二教育研究室長となった矢口は、以後、小・中・高等学校の教育課程実態調査、学力水準調査、青少年教育調査など、教育内容の調査や、授業の記録分析などを行うとともに、地域の実態調査に基づくカリキュラム構成について、茨城県常総市立水海道小学校や富山県滑川市立北加積小学校に於いて、十数年に渡り実践を通して研究、指導した。並行して戦後の地域教育計画の嚆矢となった「富山県総合教育計画」の立案と実施に参画、以後15年にわたり、地域の課題にとり組む実践人の育成を目標に、座学と実習を統合したカリキュラム、通信制・定時制の高校、教育サービスセンター（後の産業教育館、科学教育センター）など、全国に先駆けた様々な施策の実施を指導した。
矢口の研究は、視聴覚教育の研究、特に子どもが社会を探究する活動の対象となる社会科教材映画の企画、製作、普及、つづいて、一人ひとりの主体的な探究活動を促すプログラム学習の研究と教材開発にも及んでいる。1962年には「全国プログラム学習研究連盟」を組織し、委員長としてプログラム学習の学校教育や産業教育への展開を推進した。1965年には国立教育研究所を退官し、産業界のニーズに応え日本生産性本部に「プログラム教育研究所」を設立。1968年には科学技術庁の支援を受け、財団法人能力開発工学センターを設立し、行動分析による学習システム設計の研究と実践、普及にあたった。能力開発工学センターは、1974年からは文部省（後に文部科学省）の共管団体となり、学校現場ではグループによる協働的探究学習、産業現場においては従来の理論と実習を統合した協働的技術学習の教材を開発、その教育実践を指導した。
1978年、能力開発工学センターの教育システムセミナーの修了者を中心に、学校や企業の枠を超え主体的、協働的に学ぶ生涯学習の場として「ADE研究会～本物の教育を考える会～」を結成し、教育問題を中心に、家庭、社会、政治、経済、国際問題などを広く探究するワークショップを開催。研究会機関紙「アドバンス・サロン」を定期的に発行した。1990年矢口が77歳で逝去した後も、ADE研究会は2005年まで、能力開発工学センターは2016年まで継続し、現在も任意団体として活動している。

## 著書（単著・共著・編著）
- 共著  『日本に於ける学校調査の批判的研究』  岡部教育研究室／刀江書院　1938
- 共著  『農村に於ける青年教育－その問題と対策－』  岡部教育研究室／龍吟社　1942
- 編著  『社会科概論』  中央教育研究所／金子書房  1947
- 編著  『社会科の構成と学習』  中央教育研究所／金子書房　1947
- 単著  『カリキュラムと視覚教育』  日本映画教育協会  1949
- 共著  新教育講座第4巻『視覚教育－その原理と方法－』　新教育講座刊行会　1950
- 共著  『政治教育の理論と実践』　新日本教育協会　1955
- 共監著　『働く青少年1～4』（村上俊亮, 東畑精一, 矢口新 監修）　一橋書房　1956
- 編著　『基礎学力の診断』　学力テストはどう行うべきか　法政大学出版局　1957
- 共著　『農村の青少年教育』　中央教育研究所　1957
- 共著　基礎学習叢書『新しい国語教室』　明治図書出版　1957
- 単著　『社会科教材研究』　法政大学出版局　1957
- 共著　現代学力大系『学力と基礎学力』　明治図書出版　1957
- 共著　『戦後教育問題論争』　基礎学力をめぐって　誠信書房　1958
- 共著　『教室の分析』（中部日本新聞社編集）　誠文堂新光社　1959
- 共著　『近代教育史』　誠信書房　1959
- 編著　『学習オートメーションの理論と実際－プログラム学習による授業構造の革命－』　小学館　1961
- 単著　『プログラム学習の理論と方法』　明治図書出版　1962
- 共著　『授業の革命－プログラム学習入門－』　国土社　1962
- 共著　講座日本の将来6 『教育改革の課題』 教育工学－教育技術の革新　潮出版社　1965
- 編著　『明日をひらく教育』　日本視聴覚教育協会　1967
- 共著　『日本教育の課題と展開』　第一公報社　1968
- 共著　『21世紀への教育』　文教書院　1969
- 共著　『情報化社会「学ぶ」』　毎日新聞社　1970
- 共著　『生涯教育』　帝国地方行政学会　1970
- 単著　『能力開発のシステム－教育工学入門－』　国土社　1972

## 参考
- 海後宗臣『教育学五十年』1971　評論社
- タカハラタケヨシ『土着の学問の発想』1973  東洋経済新報社
- 越川求『戦後日本における地域教育計画論の研究ー矢口新の構想と実践ー』2014　すずさわ書店
- 公益財団法人中央教育研究所「中央教育研究所をつくった人々②　矢口 新」2016   中央教育研究所